# Vandel
Vandel is een plaats in de Deense regio Zuid-Denemarken, gemeente Vejle. De plaats telt 777 inwoners (2008). Het dorp ligt aan de voormalige spoorlijn Vejle - Grindsted. Het stationsgebouw is nog aanwezig.